# Rasna (voblast de Moguilev)
Pour les articles homonymes, voir Rasna.
Rasna (en biélorusse : Расна) ou Riasna (en russe : Рясна) est un village de la voblast de Moguilev, en Biélorussie. Sa population s'élevait à 857 habitants en 1999.

## Géographie
Rasna est arrosée par la Verbawka (Вербаўка) et se trouve à 15 km de Drybine.

## Histoire
Le village de Rasna est mentionné au XIVe siècle lorsqu'il tombe sous le feu d'Ivan Kalita. Il fait partie des territoires de Švitrigaila vers 1430, et en 1499 des princes Zaslewski. Le village appartient ensuite au grand-duché de Lituanie et fait partie au XVIe siècle de la voïvodie de Mstislaw (en latin : Palatinus Mscislaviensis). En 1753, une mission diocésaine fonde l'école paroissiale et l'église paroissiale catholique.
Au premier partage de la Pologne de 1772, Rasna fait partie des territoires administrés par l'Empire russe au sein du gouvernement de Moguilev. La mission diocésaine est fermée l'année suivante. Le village et ses terres appartiennent aux comtes Pacie, puis aux Eliachev en 1848 et aux Spytkow après 1870. Il y avait soixante-cinq foyers en 1764 avec 218 habitants et quatre-vingt-treize foyers en 1861. Le village dispose d'une église catholique dédiée à saint Casimir (reconstruite en style néoclassique en 1804-1818) et d'une école paroissiale.
Au recensement de 1897, le village comptait 137 foyers et 931 habitants. On y trouvait l'église catholique, une petite église orthodoxe et une synagogue. La région est le théâtre d'affrontements pendant la guerre civile russe et fait partie de la Biélorussie bolchévique après janvier 1919 pendant trois semaines avant d'entrer dans le territoire de la Russie bolchévique. À partir de 1924, la région entre dans la république socialiste soviétique de Biélorussie et le village est le centre administratif du sovkhoze local. Il obtient le statut de village à part entière en 1938. Il y a 216 foyers en 1940 et 986 habitants. Rasna est occupée par l'armée allemande en juin 1941. Le village qui était devenu à majorité juive depuis le milieu du XIXe siècle est dépeuplé de ses habitants juifs par la Shoah.

## Population
Recensements (*) ou estimations de la population :
| 1784 | 1861 | 1888 | 1897* | 1909  | 1940 | 1999* |
| ---- | ---- | ---- | ----- | ----- | ---- | ----- |
| 218  | 638  | 818  | 931   | 1 336 | 986  | 857   |